# Donon
Pour les articles homonymes, voir Donon (homonymie).
Le Donon est le plus méridional des sommets majeurs des Vosges gréseuses. Si l'on considère la partie septentrionale du massif vosgien, c'est également, avec le rocher de Mutzig, l'un des deux sommets de plus de 1 000 mètres d'altitude. Situé sur le territoire de la commune de Grandfontaine, dans le département français du Bas-Rhin, au nord-ouest de Schirmeck et au sud-est de Sarrebourg, il est riche d'une histoire humaine plusieurs fois millénaire.
Le sommet est accessible par la route du col du Donon, la RD 392, puis par des sentiers du Club vosgien.

## Toponymie
Les textes les plus anciens mentionnent la forme latine donnum (XIe siècle). Il existe des formes germaniques comme Hohe Donn, Hohe und grosse Thonn.
Le suffixe -dunum signifie à l'origine « citadelle, forteresse, enceinte fortifiée » puis secondairement « colline, mont ».
L'hypothèse dunum est plausible, selon le Glossarium mediae et infimae latinitatis de Du Cange : le mot en langue gauloise, passé en latin médiéval désigne un mont et/ou un col, où peuvent se trouver des édifices vénérés ou des sanctuaires religieux. Comme la hauteur étudiée distingue le Petit et le Grand Donon, dans le cadre d'un ancien culte solaire conférant une dimension sacrée, il est facile de les associer respectivement au solstice d'hiver et d'été.
On retrouve le suffixe -dunum dans le nom antique de la ville de Lyon – Lugdunum – qui signifierait « la colline ou la forteresse de Lug », principale divinité gauloise.

## Géographie

### Topographie
Le Donon (ou Grand Donon, en allemand : Große Donn) est, à égalité avec le rocher de Mutzig qui culmine aussi à 1 008 m, le plus élevé des sommets situés sur une crête gréseuse (orientée approximativement sud-ouest/nord-est), prenant naissance au-dessus de Raon-l'Étape et se terminant au Schneeberg (altitude 967 m) qui domine les villages de Wangenbourg et d'Engenthal. À l'est du Grand Donon se trouve un autre sommet appelé Petit Donon d'une altitude légèrement inférieure : 964 m ; ils sont séparés par un col forestier, le col entre les Donons (altitude de 823 m).
La route départementale 392 (qui relie les vallées de la Plaine et de la Bruche) contourne le massif par l'ouest passant par le col du Donon qui s'élève à 727 m du col par la D 393 en direction des vallées des Sarre blanche et rouge.
Le sommet, là où le temple du Donon est érigé, atteint 1 008 mètres d'altitude. Il domine de près de 700 m la vallée de la Bruche, ce qui lui donne une allure de sommet très élevé au profil trapézoïdal, visible des Hautes Vosges, où il a longtemps été identifié comme le sommet des Vosges.
Il est visible depuis de nombreuses villes mosellanes situées à la frontière franco-allemande et, en hiver, les conditions climatiques permettent parfois une vue sur les Alpes suisses de l'Oberland bernois.

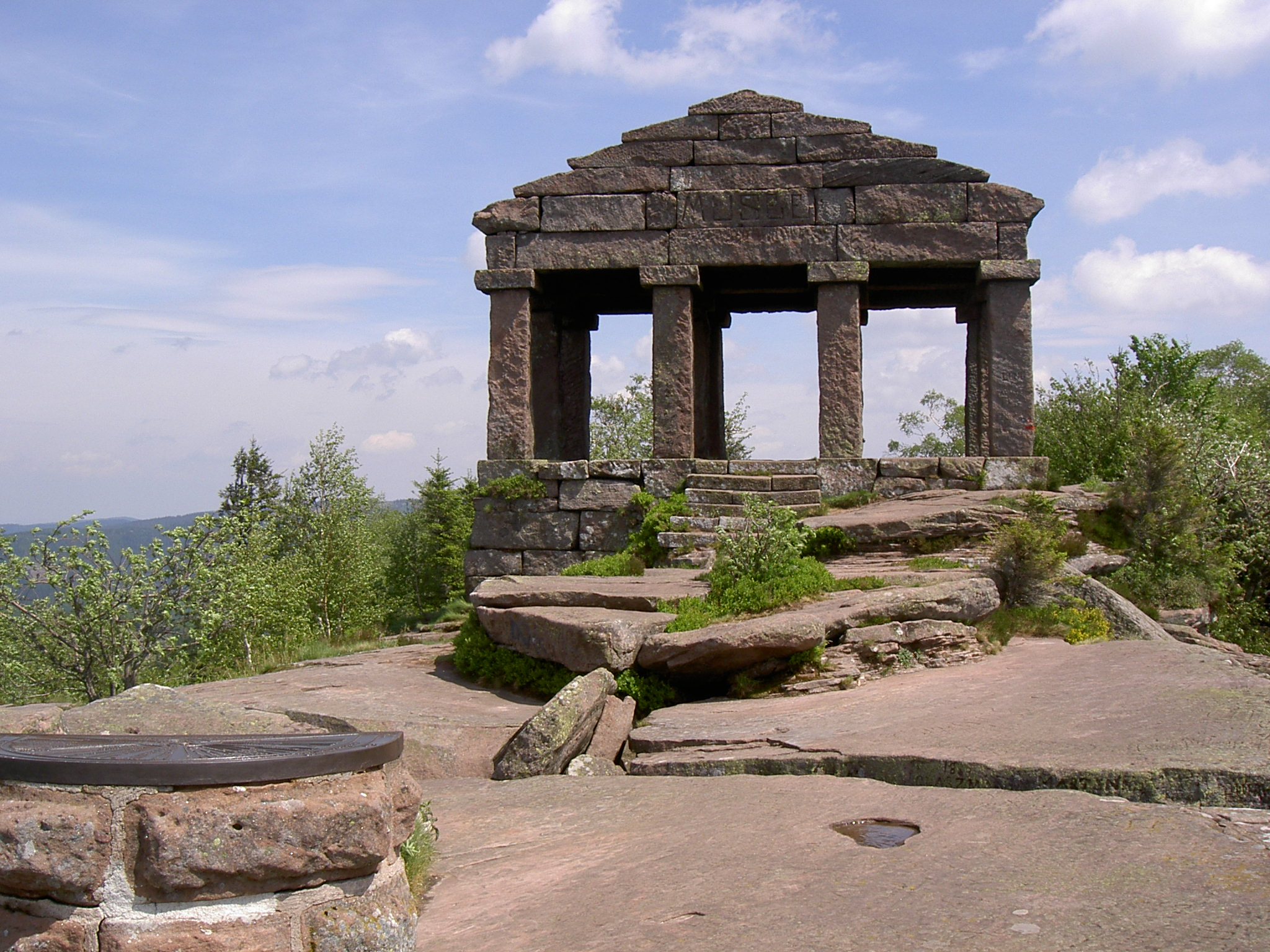
Le temple du Donon - XIXe siècle.
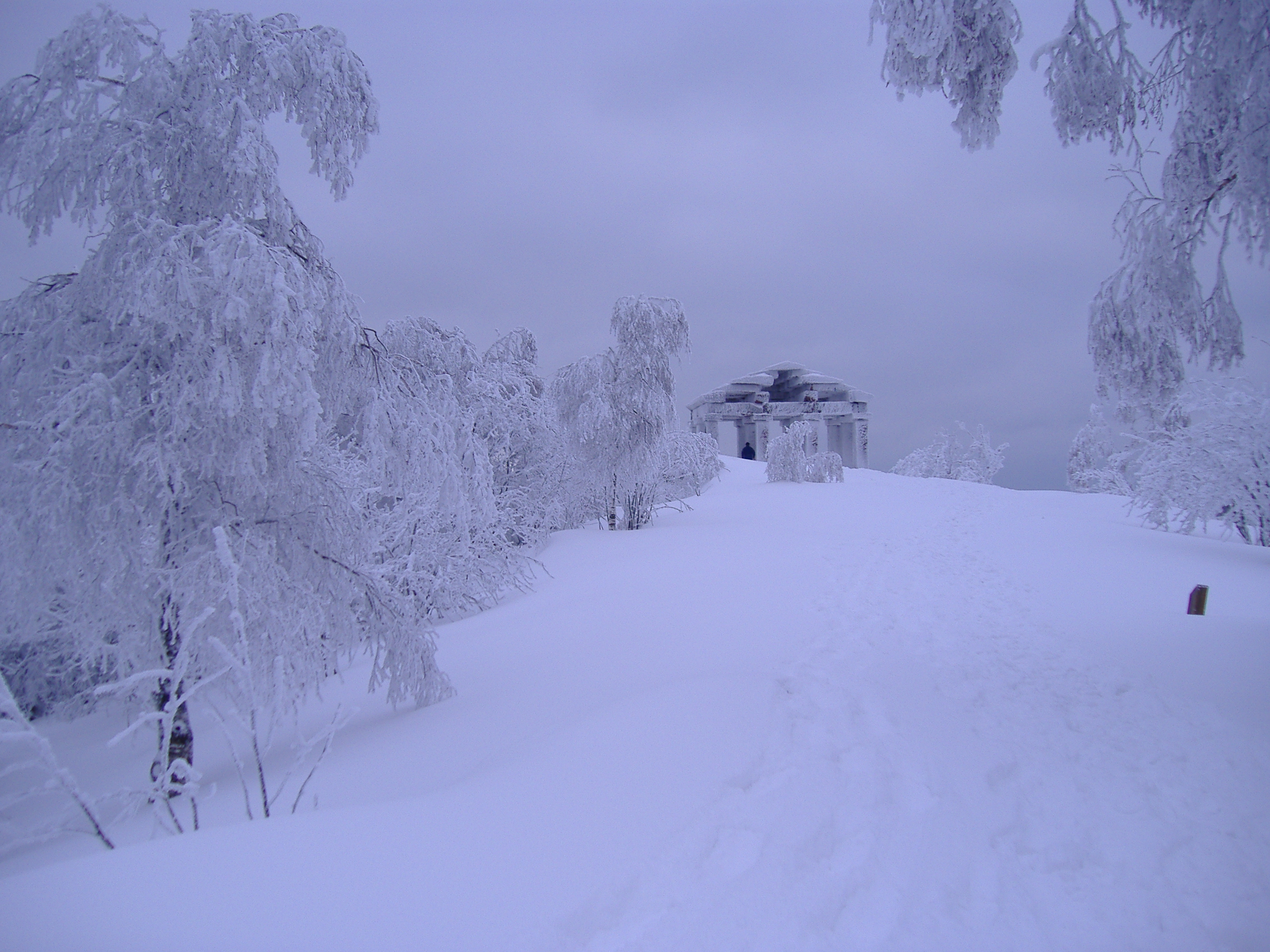
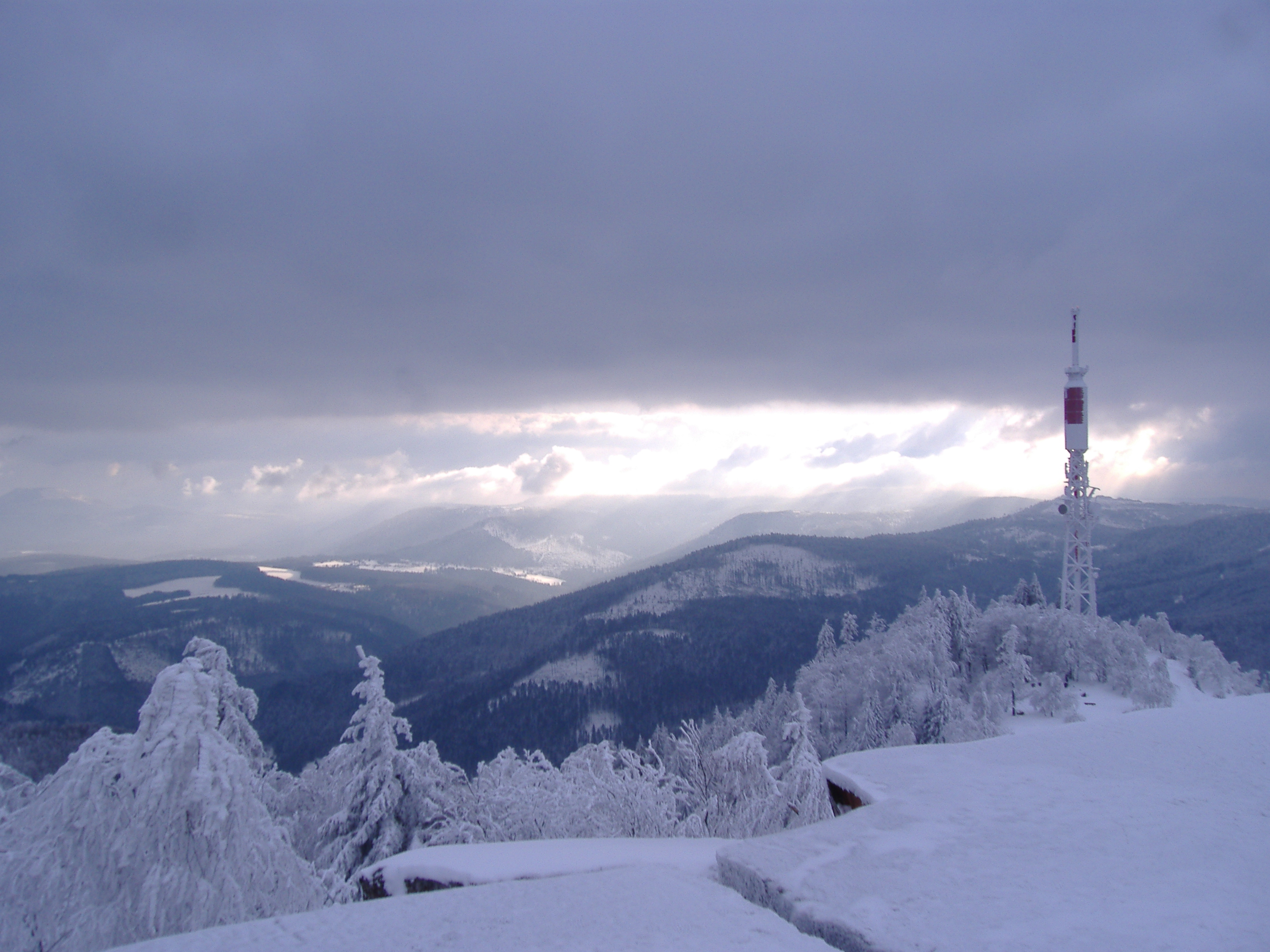
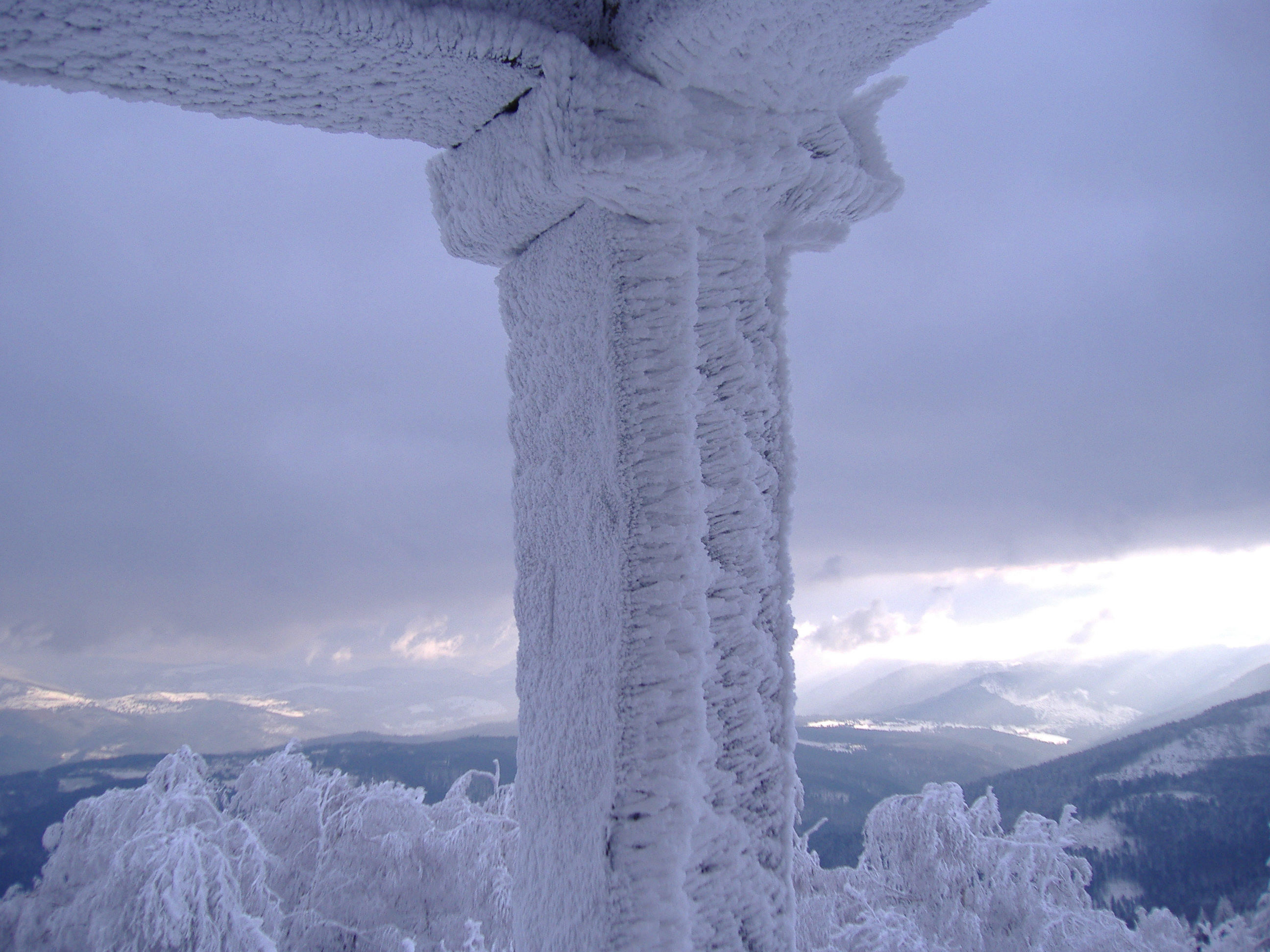
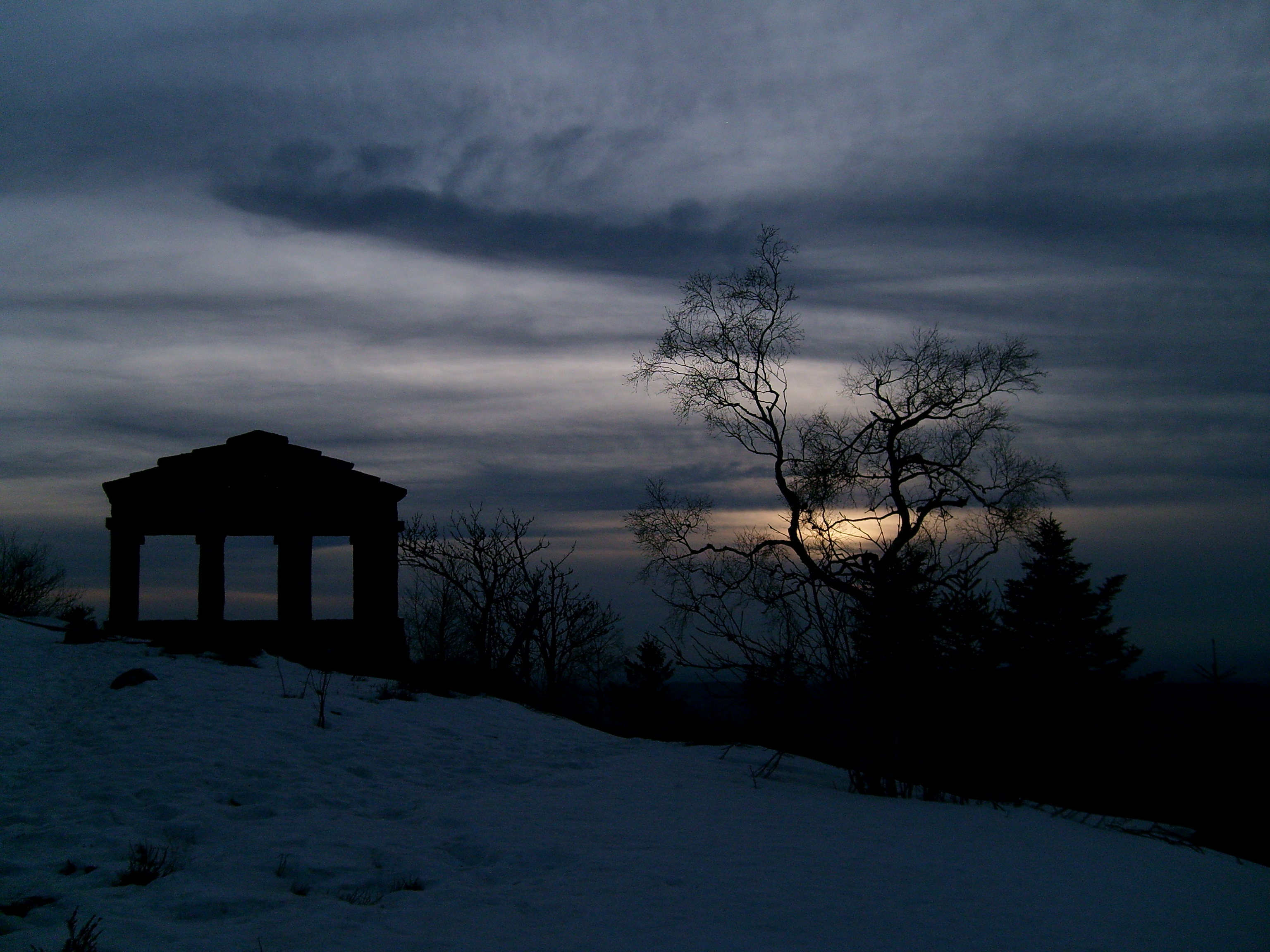
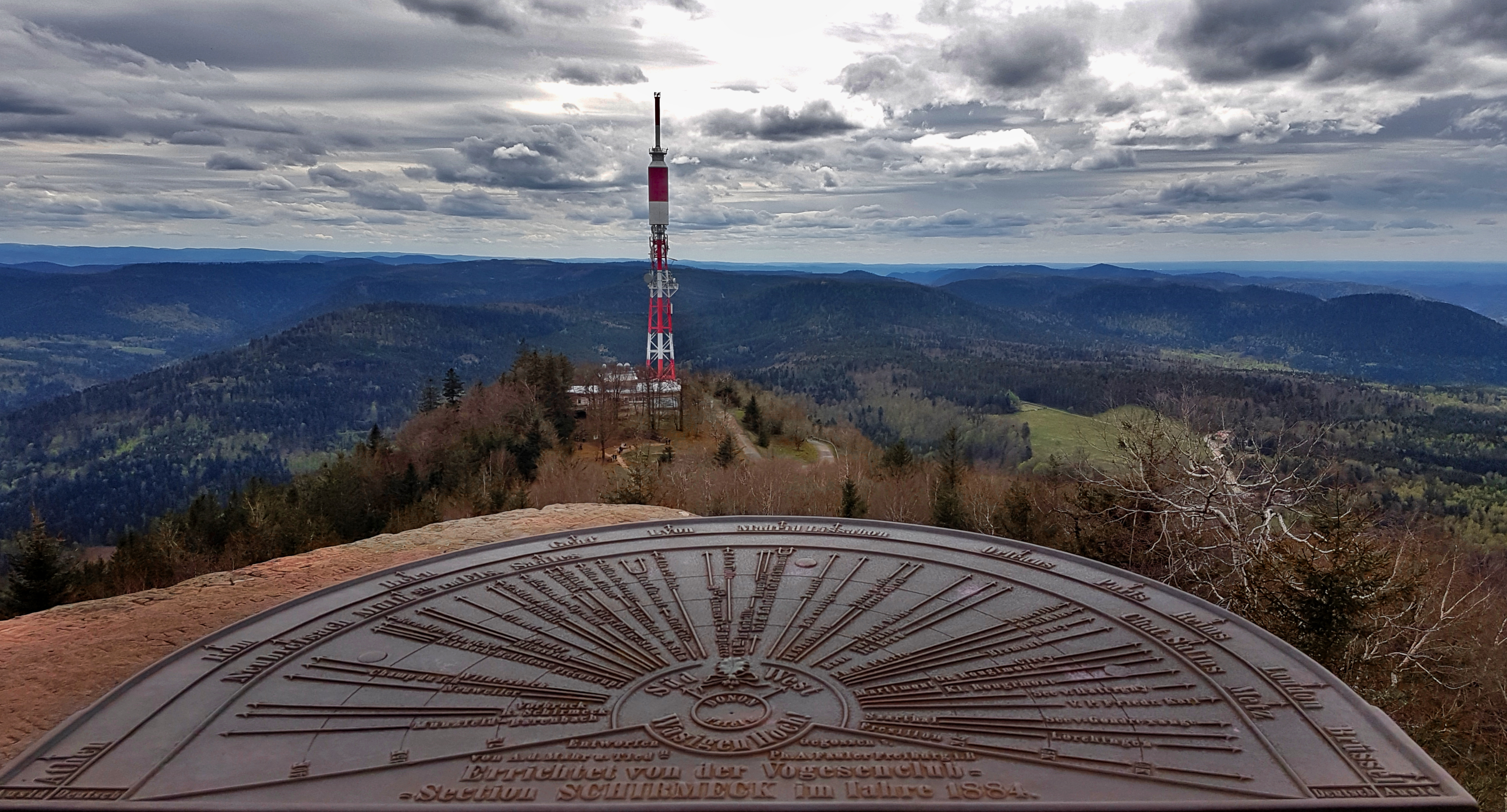

### Hydrographie
Le réseau hydrographique, c'est-à-dire les sources et rivières qui prennent naissance tout autour du massif du Donon dans un rayon de 8 km, sont d'une grande densité ; des cours d'eau partent dans toutes les directions et font tous partie du bassin versant du Rhin.
- vers l'ouest, la Plaine et la Vezouze affluents de la rive droite de la Meurthe[note 1] ;
- vers le nord, les Sarre rouge et blanche ; et plus au nord les Zorn jaune et Zorn Blanche ;
- vers l'est et le sud, des torrents, ruisseaux et rivières affluents de :
  - la Bruche,
    - le ruisseau « le rupt de Framont »,
    - le Netzenbach,
    - le Tommelsbach,
    - la Hasel...

  - la Meurthe,
    - le Rabodeau,
    - la Ravine.

### Hydrogéologie
Le massif du Donon peut être qualifié de château d'eau naturel. Les eaux qui en sortent proviennent de nappes aquifères issues des principales unités lithostratigraphiques en place :
- nappes superficielles du complexe volcano-sédimentaire du Dévonien ;
- complexe hydrogéologique du Permien. T.H. = −16,1 °C ;
- nappe du Trias inférieur inférieur ;
- nappe du Trias inférieur moyen : T.H. = 2 à −14,5 °C ;
- nappe du Trias inférieur supérieur : T.H. ≤ −15 °C ;
- nappe du Trias moyen.

D'une manière générale, ces eaux sont très peu minéralisées (bicarbonate de calcium, sulfate de sodium, silice), avec un pH allant de moyennement à très acide (pH mesuré 4,5 à 6), contenant plus ou moins du fer, les grès vosgiens et permiens étant cimentés par des oxydes ferreux, ou ferriques. Pour ces raisons, ces eaux de source sont qualifiées d'eaux « agressives » : une fois captées, elles demandent à être traitées avant d'être distribuées pour servir à la consommation, essentiellement en remontant le pH aux environs de 7 (neutralisation).

### Géologie et géomorphologie
Le massif du Donon et les sommets principaux (Grand Donon, Petit Donon, Kohlberg...), armés de conglomérats, sont ciselés dans la couverture de grès vosgiens triasique, essentiellement au Trias inférieur qui, dans ce secteur, repose sur des roches primaires schisteuses et volcaniques que l'on peut voir en affleurement dans les environs de Grandfontaine, de Raon-lès-Leau et de la haute vallée de la Sarre blanche. Ce sommet, ainsi que les autres de ce secteur, sont des buttes gréseuses résiduelles dues à l'érosion de l'ancienne et épaisse couche de dépôts fluviatiles déposés lors de la fin de l'ère primaire (Permien) et au début de l'ère secondaire (Trias inférieur). Ces dépôts successifs, qui donneront surtout des grès, ont recouvert l'ancienne pénéplaine post-hercynienne, parfois jusqu'à des épaisseurs de plusieurs centaines de mètres.
Le creusement des multiples vallées par les nombreux cours d'eau prenant naissance tout autour du Donon a lieu pendant l'ère Tertiaire, essentiellement au Pliocène. Les phénomènes périglaciaires pendant le Quaternaire apporteront la touche finale : c'est ce paysage que l'on contemple aujourd'hui, avec sa couverture forestière.

#### Géologie du socle du Donon
Précambrien (jusqu'à -700 Ma)
La portion de continent où se trouve cette région est recouverte par une vaste mer ; sur le fond s'accumulent des quantités de sédiments et des vases marines. Ces couches de sédiments vont peu à peu se transformer en roches (magmatisme, métamorphisme). Les schistes de Villé restent les seuls témoins visibles de ces couches les plus anciennes des Vosges.
Cambrien (-575 à -395 Ma) :
Début de l'orogenèse Cadomienne - Début du plissement sous-marin des couches régionales existantes à laquelle s'associe un métamorphisme intense. Certains schistes de Villé se transforment en quartzophyllades porphyroïdes. Leptynites, migmatites, micaschistes, gneiss et mylonites de Lalaye-Lubine. La plupart de ces couches ne sont plus visibles, recouvertes par les dépôts ultérieurs.
Ère primaire (-375 à -345 Ma) : le massif Vosgien prend naissance.
Cette très longue orogenèse (hercynienne (appelée encore varisque) dure 80 millions d'années. Ainsi, approximativement se forment cinq plis parallèles en arc de cercle, du nord au sud de l'Europe actuelle, partant de la Pologne (l'origine se trouvant dans les Monts Tatra, en direction de l'ouest. Ces plissements ont lieu sous la mer qui recouvre toujours le continent. Une activité volcanique importante existe également, d'abord sous-marine, puis continentale. Tout autour, dans les vallées au pied du Donon, on peut trouver des affleurements de ces diverses roches : conglomérats, calcaires, dolomie, grauwackes, phtanites.
Les matériaux présents vont être plissés, métamorphisés, et former le Massif vosgien, le Massif armoricain (Bretagne), le Morvan, le Massif central, etc. De ces montagnes imposantes ne restent aujourd'hui que des fragments rabotés, presque aplanis, souvent masqués par des dépôts postérieurs et dégagés ultérieurement par l'érosion.
Vers -345 Ma, au début du Carbonifère, le continent émerge lentement et les reliefs subissent tous les phénomènes dus à l'érosion. Les énormes quantités de débris s'écoulent vers des bassins sous-marins ou continentaux. À l'époque (appelée Carbonifère), la région est sous un climat aride (celui du Soudan actuel), les températures ne descendent pas au-dessous de 20°. Les reliefs sont morcelés entre divers bras de mer aux eaux tièdes. Des bassins sont en formation, ils recevront plus tardivement les débris des immenses forêts composées essentiellement de fougères géantes, équisétacées, ptéridospermées qui, après transformation ultérieure, donneront la houille.
Vers -288 Ma, la phase asturienne est une phase dite « cassante » car les contraintes s'exercent sur des matériaux durs : elles entraînent la formation de failles qui imposeront la direction des futures vallées fluviales. Le volcanisme régional (Nideck) est important, dans la vallée de la Plaine, du Blanc-Rupt, de la Hasel, etc., les couches issues de cette activité volcanique affleurent, participant au socle du Donon : ryolithes, ignimbrites, tufs, etc.
Tout au long de cette orogenèse, tous les granites se mettent en place : granites de la Schlucht, du Bilstein, du Champ du Feu, de Senones, de Raon-l'Étape, etc.

#### Couverture sédimentaire et érosion
La période du Permien (essentiellement le Saxonien et le Thuringien) et celle du Trias (Trias inférieur), celles-ci représentant environ 50 Ma, est essentielle à la mise en place des matériaux dans lesquels le Donon (ainsi que toutes les buttes de ce type) trouvent son origine.
Permien (-280 à -225 Ma) :
Saxonien (-250 à -240 Ma)
Tandis que l'orogenèse hercynienne entre dans sa phase finale, l'érosion intense du Massif vosgien entraîne le remplissage des bassins situés au pied des reliefs. Là s'accumulent et se forment des grès et des conglomérats (Permien) : couches de Champenay, de Saint-Dié, de Senones. Le volcanisme (explosif ou à épanchements fluides de natures diverses), notamment celui du Nideck est toujours présent et entraîne la formation d'autres couches : arkoses, tufs, ryolithes, ignimbrites, mélaphyres, etc.
Thuringien (-240 à -225 Ma)
Érosion et sédimentation dans les différents bassins, qui lentement s'enfoncent, se poursuivent. Fin de l'orogenèse hercynienne, à la fin de cette période, les hauts reliefs hercyniens de la région ne forment plus qu'une vaste pénéplaine appelée post-hercynienne. De cette période datent des grès fins (couches de Champenay), des grès et des fanglomérats, rudites, arénites, lutites (réunis sous le nom couches de Saint-Dié); dolomies, etc. Le grès de Champenay correspondant à des dépôts deltaïques et lacustres (et des rides éoliennes d'une plage) sous un climat aride.
Ère secondaire (-225 à -65 Ma)
Trias (-225 à - -200 Ma)
Cette pénéplaine monotone, en subsidence par rapport à d'autres massifs hercyniens plus élevés (situés approximativement à l'emplacement du Bassin parisien) va se trouver, au fil du temps, ennoyée sous les débris provenant de leur démantèlement. Ceux-ci sont transportés par de multiples cours d'eau et viennent se déposer sur notre région. Aux épisodes arides succèdent des « saisons » très pluvieuses. De nombreux cours d'eau de puissances et d'orientations variables transportent toutes ces alluvions, des plus grosses, des galets de quartzite, de gneiss, etc., jusqu'aux sables les plus fins ; la granulométrie en est très variée. On y trouve aussi des argiles. Les vallées fluviales profondes que nous connaissons aujourd'hui n'existent pas encore, le cours de ces rivières varient à travers le temps. À des épisodes torrentiels succèdent des périodes calmes ; les alluvions déposées reflètent la force et l'orientation des cours d'eau. Ces variations, dans les dépôts, peuvent être constatées sur les épais affleurements de grès, notamment nord du Donon, où les grès vosgiens (s.s.) peuvent atteindre une épaisseur de 600 mètres. La couleur allant du rose au rouge-brun est due aux oxydes de fer et de manganèse, également à la température du climat qui régnait à l'époque de ces sédimentations (rubéfaction des grès).
Le mont Donon est essentiellement « taillé » par l'érosion dans les épaisses couches sédimentaires gréseuses permiennes et triasiques reposant sur une assise de roches volcaniques datant du Dévonien et du Permien.

#### La touche finale
La mer recouvrant la région de façon inégale et mouvante, des dépôts marins, de chenaux, continentaux ou deltaïques, se produisent ; ces couches reflètent les milieux dans lesquels elles se sont formées. Il n'existe pas de roches témoins au Donon même.
Ère tertiaire (-65 à -2 Ma) :
- De très importants dépôts d'origine marine se produisent durant toute cette période. Dans le secteur du Donon, toutes ces couches supérieures ont disparu, décapées par l'érosion.

Ère Quaternaire (-2 Ma à nos jours) :
- Cette ère essentiellement glaciaire (Pléistocène) va apporter la touche finale à la formation du Donon tel que nous le connaissons aujourd'hui. Pas de glaciers dans les vallées environnantes comme dans les Hautes Vosges mais essentiellement un enneigement constant du territoire entrecoupé de période plus douces. Formation de cirques glaciaires et de niches de nivation.

Quelques vestiges des époques glaciaires aux environs du Donon
- Niches de nivation : source de la Plaine, de la Sarre Rouge, source du ruisseau de Réquival...
- Cirques glaciaires : est de la chaume de Réquival, source du Rabodeau, marais de la Maxe, le Trou du Cuveau, du Gentil Sapin...
- Moraines terminales : de Vexaincourt, de la Sciotte, d'Allarmont... tous affluents de la rive gauche de la Plaine.
- Ombilics glaciaires : ruisseau de Grand Roué, du Rabodeau (au col de Prayé et en aval du col)...
- Verrous glaciaires : en aval du col de Prayé, la Plaine aux Chaudes Roches...

Les débris sur les versants à forte pente sont d'origine périglaciaire, issus du démantèlement des corniches sommitales gréseuses ; ils sont parfois noyés dans une matrice siliceuse gris-rose.

#### Tableau récapitulatif des couches géologiques
| Ère         | Période             | Âge                             | Chronologie Ma         | Évènements géomorphologiques | Roches, gisements régionaux                                                                                            | Donon couches du socle au sommet                                                       | Épaisseur en mètres |
| ----------- | ------------------- | ------------------------------- | ---------------------- | --- | --- | -------------------------------------------------------------------------------------- | ------------------- |
| Précambrien |                     |                                 | -700                   | une mer immense couvre la Pangée dont le continent « Europe » Accumulation de grandes épaisseurs de sédiments, de vases marines.                               | Schistes contenant des fossiles : Spongiaires : schistes de Villé (les plus anciennes roches connues dans les Vosges). | Néant                                                                                  | 0                   |
| Primaire    | Ordovicien Silurien |                                 | -575                   | Une mer immense couvre la Pangée Accumulation de grandes épaisseurs de sédiments, de vases marines. Orogenèse cadomienne, métamorphisme Orogenèse calédonienne | Schistes à chitinozoaires : Raon-sur-Plaine.                                                                           | Néant                                                                                  | 0                   |
| -           | Dévonien            | Couvinien Givétien              | -395                   | Volcanisme : spilite, kératophyre, schalstein, brèches | | Néant                                                                                  | 0                   |
| -           | -                   | Frasnien Famennien              | -375                   | Orogenèse hercynienne (phase Bretonne) | schistes, Grauwackes, Brèches                                                                                          | dépôts à Raon-sur-Plaine, Wackenbach                                                   | 0                   |
| -           | Carbonifère         |                                 | -345                   | Début d'émersion régionale - granitisations | Granites, Diorites | Néant                                                                                  | 0                   |
| -           | Permien             |                                 | -280                   | La Pangée commence à se fracturer Bassins de subsidences, volcanisme, sédimentation                                                                            | Arkoses, Tufs, Ryolithes, Grès                                                                                         | Ryolithes, Tufs Brèches                                                                | 40                  |
| -           | -                   | Saxonien                        | -250                   | Poursuite de l’orogenèse hercynienne Bassins de subsidence Volcanisme du Nideck                                                                                | Ryolithes, Tufs, Ignimbrites                                                                                           | haute vallée de la Hasel haute vallée de la Sarre Blanche haute vallée de la Plaine    | 60 à 150            |
| Secondaire  | Trias               | Buntsandstein                   | -225                   | Pénéplanation, épandage fluvial ou torrentiel, alluvionnement deltaïque                                                                                        | Brèches, Grès bruns, Conglomérats                                                                                      | Grès brun-rouges Grès vosgien (Stricto sensu) Grès à Voltzia (disparus)                | 50 400 0            |
| -           | Jurassique Crétacé  |                                 | -190                   | Dépôts marins, émersion définitive du continent | | couches disparues par érosion                                                          | 0                   |
| Tertiaire   | Éocène              | Lutétien                        | -65                    | Cuvettes lacustres en Alsace | | couches enlevées par l'érosion                                                         | 0                   |
| -           | Oligocène           |                                 | -37                    | Lente formation du Graben alsacien Début de l'orogenèse alpine Relèvement de l'ancienne pénéplaine Érosion de la couverture sédimentaire.                      | | aucune couche                                                                          |                     |
| -           | Miocène             |                                 | -25                    | | |                                                                                        |                     |
| -           | Pliocène            |                                 | -7                     | Formation des grandes vallées fluviales. Naissance du relief actuel.                                                                                           | Toutes les vallées vosgiennes : Moselle, Meurthe, Vologne, Mortagne...                                                 | vallées des Sarres, de la Plaine, de la Hasel, du Rabodeau, etc.                       |                     |
| Quaternaire | Pléistocène         | Binder Donau Günz Mindel Riss   | -2                     | Grandes glaciations | Vallées glaciaires des hautes Vosges moraines, ombilics glaciaires                                                     | moraines, formations périglaciaires sur les versants formes souvent effacées           |                     |
| -           | -                   | Würm I Würm II Würm III Würm IV | −80 000 ans            | Dernières glaciations | Cirques, niches glaciaires vallums morainiques, ombilics glaciaires                                                    | moraines, formations périglaciaires sur les versants formes périglaciaires de versants |                     |
| -           | Holocène            |                                 | −8 000 ans à nos jours | | Fonte des glaces Lacs glaciaires, tourbières, Installation de la végétation actuelle                                   | Rochers ruiniformes Alluvions dans le fond des vallées                                 |                     |

### Écologie

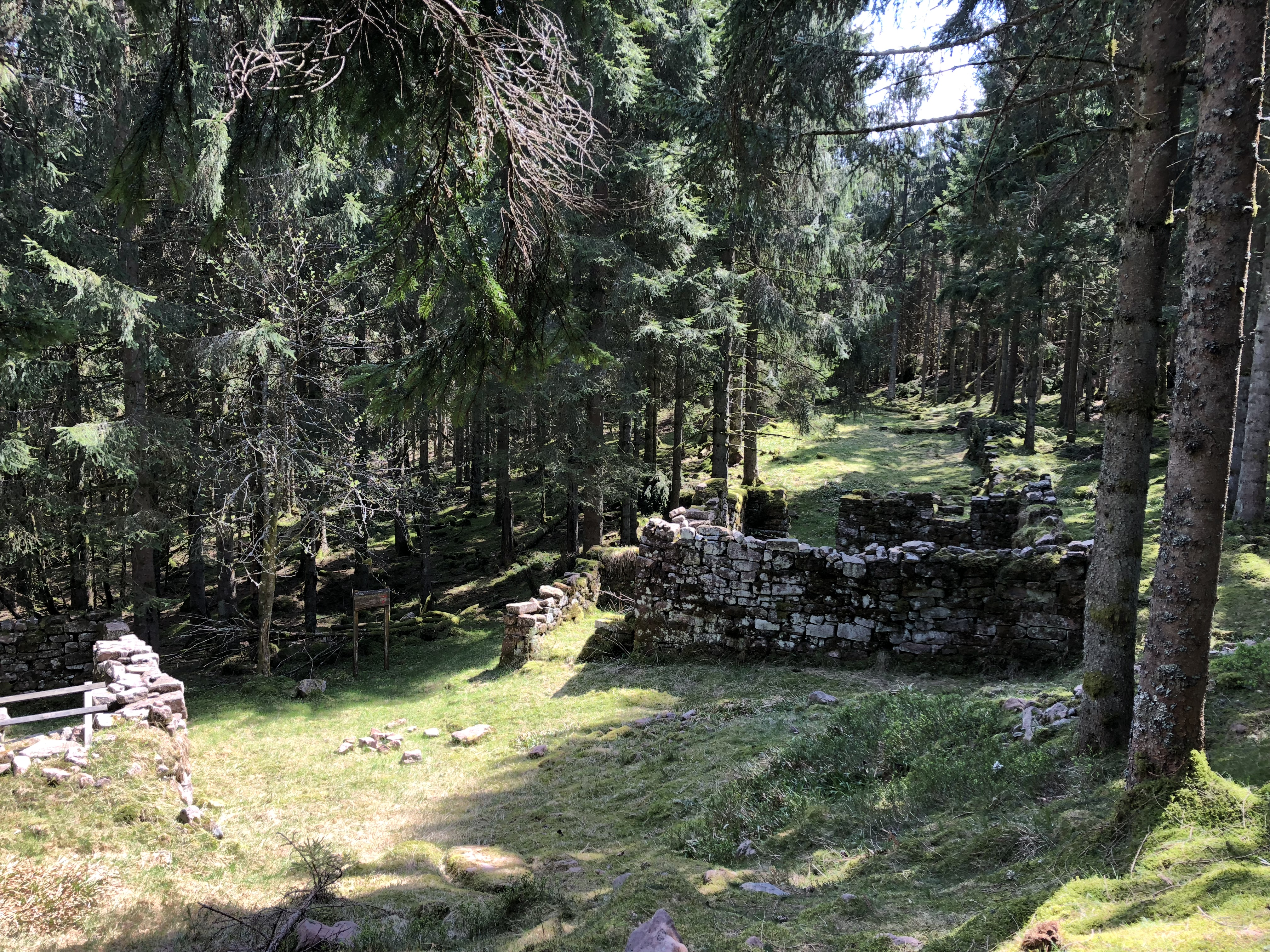
Ruines des marcaireries des Hautes-Chaumes à la Haute Loge tenues par des anabaptistes et abandonnées au XIXe siècle.

Les basses Vosges gréseuses sont à la limite des influences atlantiques et continentales. Les vents dominants d'ouest et du sud-ouest sont nettement prédominants ; ils soufflent en moyenne près de 150 jours par an. La pluviométrie est relativement abondante pour le Donon et son environnement immédiat, la quantité d'eau qui tombe annuellement se situe dans une fourchette de 1 400 mm à 1 700 mm. L'hygrométrie est élevée, de l'ordre de 75 %. La moyenne des températures est de 1,1 °C l'hiver et de 21,7 °C l'été. L'amplitude mensuelle des températures est très forte. Les hivers sont longs et froids, les étés chauds. En août 1952, un écart de température record est enregistré entre 0,8 °C et 36,8 °C. Le compte de jours de gelées atteint 100 jours environ.
La diversité des substrats rocheux entraîne une diversité de sols (pédogenèse), pour le Donon :
- les roches volcaniques donnent généralement des sols bruns ;
- les grès rouges (couches de Senones), plus ou moins argileux, donnent des sols bruns oligotrophes ou acides suivant l'altitude et l'exposition ;
- les grès vosgiens (s.s.), à formations superficielles sableuses, donnent des sols ocre podzoliques, ou podzoliques très pauvres.

Les fortes pentes renforcent l'appauvrissement des sols du fait du lessivage pluvial des bases du haut vers le bas, d'où des sols plus riches au pied des versants que sur les sommets.
La médiocrité des sols et des facteurs climatiques défavorables expliquent la prépondérance des conifères, essentiellement du sapin (Abies alba), mais aussi par le choix de l'homme. La forêt type installée après la période glaciaire était la hêtraie-sapinière avec son cortège floral encore présent par endroits : sorbier des oiseleurs, alisier blanc, houx, bourdaine, digitalis purpurea, laurier de saint Antoine, myrtille, fougère aigle, bruyère, etc.
Le Donon, ainsi que d'autres hauteurs des Vosges gréseuses, fut déboisé et transformé en chaumes peu après l'implantation des abbayes régionales (Senones, Moyenmoutiers, Étival-Clairefontaine, Saint-Dié) au VIIe siècle et de celle des populations rurales. Les raisons en étaient vivrières : création de pâturages pour les troupeaux. Bien des toponymes encore utilisées de nos jours prouvent l'existence de ces chaumes dans tout le secteur : Hautes-chaumes, chaume de Réquival, du Hault de la Marcairerie, des Bœufs, etc. « Une pelouse couronnait le sommet du Donon, appelée pâture ou pasturages des Gros Donnons. »
Au Moyen Âge et jusqu'au XVIIIe siècle, le chêne et le hêtre furent des essences dominantes et l'homme en facilita l'expansion, essentiellement pour le bois de chauffe afin de pouvoir alimenter forges, fours, verreries régionales, etc. Les nombreux cours d'eau permettaient le transport du bois par flottage sur de longues distances. De plus, les sous-bois des forêts de feuillus étaient très utilisés afin d'y faire paître les porcs.

## Histoire
Le Donon offrant un point de vue exceptionnel dans toutes les directions, il a été utilisé dès le néolithique plutôt comme un « refuge » temporaire que comme un habitat permanent, dès le IIIe millénaire av. J.-C.. Des haches et marteaux de pierre polie ont été découverts, notamment lors de travaux forestiers.
Dès le XIXe siècle, des trouvailles en matériels protohistoriques avaient été faites : hache à talon et couteau de l'Âge du bronze, mais sans grandes précisions de lieu. Au XXe siècle, des tessons (attribuées à l'Âge du bronze) ont été découverts au sommet, ainsi que des meules plates de l'époque hallstattienne (ce qui démontre une occupation moins temporaire) ; ces dernières indiquent également une culture de céréales proche du Donon ou l'apport de grains provenant de zones de production peu éloignées.
Ce sommet visible de loin fut un point de contact entre trois peuples celtes :
- au nord, celui des Médiomatriques capitale Divodurum (Metz) ;
- à l'est, les Triboques, capitale Brocomagus (Brumath) ;
- au sud, les Leuques, capitale Tullum (Toul)[7].

Il fut l'objet et un lieu de culte, vraisemblablement dès la fin de la protohistoire mais c'est essentiellement du IIe siècle et IIIe siècle que date le sanctuaire gallo-romain ; l'essentiel du matériel (bâtiments, sculptures) date de cette époque.

### Bâtiments et aménagements

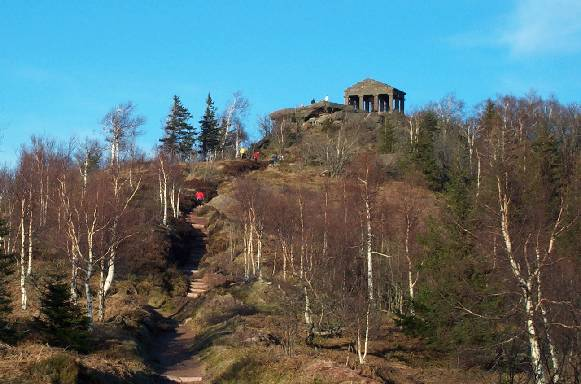
La montée vers le temple du Donon (environ 200 m).

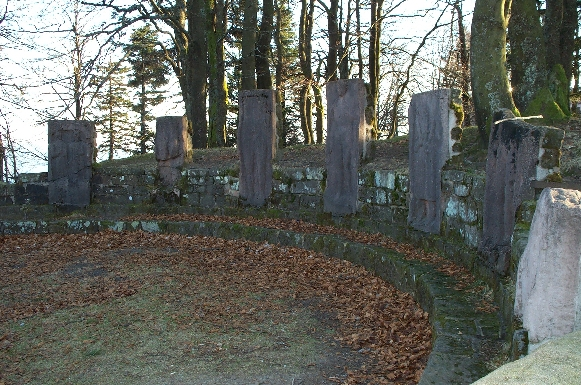
Ensemble de pierre formant un cercle à la base de la montée vers le temple.

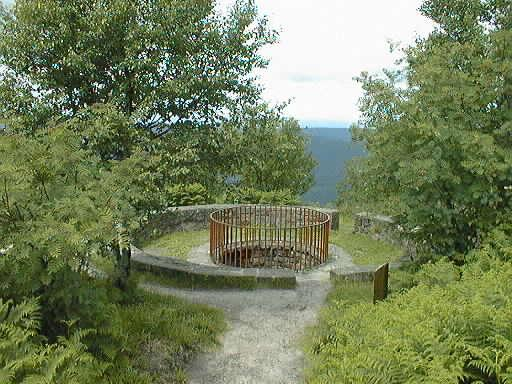
Puits se trouvant à la base de la montée du Donon.

Le sanctuaire comprenait quatre bâtiments de pierre et un en bois. Ce dernier, circulaire, était situé au voisinage d'un puits (ou citerne). Les bâtiments en dur étaient en relation avec le culte ; ceux numérotés I et I bis avaient vraisemblablement des fonctions d'accueil (lieu de rassemblement pour les fidèles, dépôt de culte, etc.). La fonction de celui numéroté II (non loin du puits et identifié par des trous de poteaux) n'est pas encore vraiment déterminée.
La construction III, qui se situait juste sous la corniche gréseuse du sommet, avait sans doute une grande importance cultuelle. Les pierres d'angle des pignons comportaient chacune une tête sculptée.

### Les dieux
Aux époques celtes puis gallo-romaines, plusieurs cultes y furent successivement célébrés : Teutatès, Mercure. Le dieu à l'anguipède est très représenté au Donon mais, dans l'état actuel des recherches, aucun n'a été trouvé vers le sommet, sans doute attribué à Mercure (ce qui est relativement classique à l'époque romaine). Parmi les stèles retrouvées de Mercure avec le caducée et la bourse, une seule représente le dieu au cerf. Le Mercure gallo-romain recouvre en fait, sur le plan régional, un dieu gaulois, un Teutatès, dieu protecteur du peuple et la communauté. Une inscription, imparfaitement connue : Mercure Vogesus, indique peut-être que ce dieu au cerf est une forme de ce Vogesus. Plusieurs inscriptions et dédicaces indiquent également d'autres objets de célébrations : Taranis, Hécate, Jupiter, etc.
Comme en d'autres lieux, et alors que la région était en voie de christianisation, certains parmi les populations du haut Moyen Âge se regroupaient encore pour se livrer à des cultes et des pratiques (vénération de rochers, de source, travestissements des hommes et des femmes en cerfs et en biches, etc.), ce qui était en contradiction avec la nouvelle religion que répandaient les moines des nombreuses abbayes s'installant dans la région en ayant pour but l'évangélisation des populations régionales.

### Voies anciennes
Un grand nombre de chemins et voies anciennes passent dans les environs immédiats du Donon, la plus forte concentration se trouvant au col entre les Donons, passage naturel ouest-est entre la Lorraine et la vallée de la Bruche, où se trouve d'ailleurs une ancienne borne « routière » gravée avec une dédicace à Mercure. Ce col était également le point d'origine de l'abornement (borne no 1, dont une reproduction est toujours en place) de la principauté de Salm-Salm. Le Grand-Donon se trouvait alors sur le territoire du Prince de Salm, le Petit-Donon sur celui du Duc d'Alsace.
- chemins venant du nord-ouest : voie antique de Saint-Quirin arrivant par la crête de Malcôte[1] où se trouve une pierre milliaire, notée sur certaines cartes[8] : le Sac de Pierres.
- également le Rennweg (chemin d'ancienne frontière) d'époque romaine, arrivant du nord-nord-est depuis Zollstock, par le Hengst, Grossmann, la Baraque carrée.
- chemin creux partant vers le sud-est, vers Grandfontaine par l'ancienne ferme disparue.
- une autre voie antique, sans doute (appelé chemin des Sarrazins) part également vers Wisches par la crête.
- Le grand chemin d'Allemagne ou chemin des Allemands, venant de  Lafrimbolle au nord-ouest, suivant une crête interfluve, passant par le col de Roulé Bacon[1], la chaume de Réquival, et aboutissant au carrefour du col entre les Donons. Ce chemin est pavé sur une longue distance, Certains historiens[9] ne font remonter cette voie qu'au XIIIe siècle. D'autres la qualifient de voie romaine et avancent l'hypothèse que cette voie pouvait relier Tarquimpol, dans la vallée de la Seille (productrice de sel), et rejoindre par le col du Donon, les anciennes voies régionales déjà identifiées, comme la Via salinaria[note 9] venant de Lorraine par suivant la vallée de la Meurthe, passant à Raon-l'Étape en direction de Villé et l'Alsace, ou l'autre grand itinéraire gallo-romain, conduisant de Langres à Strasbourg par Raon-l'Étape, et la ligne de crêtes entre les vallées de la Plaine et du Rabodeau (chemin des Bannes). De 1871 à 1918, ce chemin marquait la frontière entre l’Empire allemand et la France.

Les voies et chemins servaient également, en dehors des échanges commerciaux, aux pèlerins se rendant au sanctuaire du sommet du Donon. Ces pèlerinages semblent avoir été relativement limités aux populations régionales : pour l'époque (fin de La Tène, époque romaine), essentiellement les Triboques (Brumath), les Médiomatriques (Metz), les Leuques (Toul).

### XIXeetXXesiècles

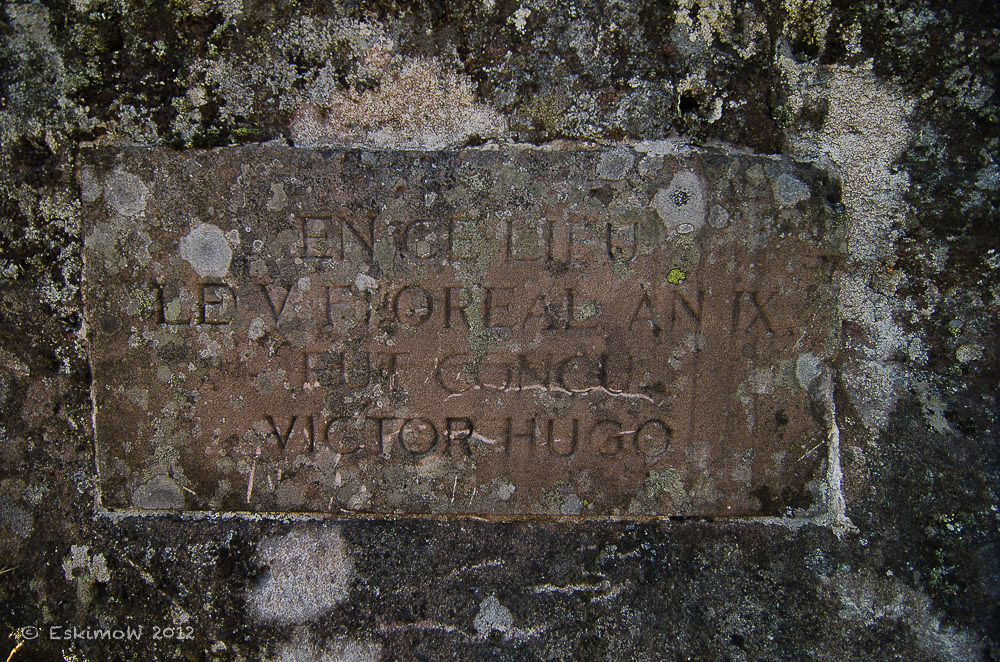
Plaque commémorative rappelant la conception de Victor Hugo en ces lieux.

D'après une lettre de Léopold Hugo à son fils Victor, celui-ci aurait été conçu au sommet du Donon. Une plaque gravée, rappelant ce fait, se trouve apposée sur une roche du sommet, versant Sud-Est : « En ce lieu le V floréal An IX fut conçu Victor Hugo ». Vérité ou légende ? La question reste posée.
En raison de l'élévation du Donon, les géomètres l'ont toujours utilisé comme point de triangulation (notamment Cassini) et cela dès 1821, pour la mesure « de la perpendiculaire à la méridienne de l'observatoire de Paris ». Dans ce but, une pyramide de 6 à 7 mètres de haut y avait été construite sur la plate-forme supérieure.
Un bâtiment imitant un temple gréco-romain a été érigé au sommet en 1869 pour abriter diverses trouvailles archéologiques,. Il est l'œuvre de l'architecte colmarien Louis-Michel Boltz, le docteur Bédel, médecin cantonal, en étant l'initiateur. Le temple dans sa rusticité présente un caractère indiscutable. Quatre piliers (monolithes de section carrée), sur deux travées de profondeur, supportent une lourde toiture de dalles de pierres du type en « tas de charge ». Une certaine inspiration mégalithique inspire cette construction. Ce « temple » reste néanmoins l'emblème de ce lieu.
Lors de l'annexion de l'Alsace-Moselle en 1871, le chancelier Bismarck, à la demande du chef d'état-major de l'armée prussienne, von Moltke, obtient des chaumes et forêts des hauteurs des Vosges et de la Meurthe, pour assurer le contrôle de ce sommet stratégique, soit respectivement sur le proche versant occidental 764 hectares de la commune de Raon-sur-Plaine et au-delà du rupt de Plaine, 1 188 hectares de la commune de Raon-lès-Leau. En 1919, lors du traité de Versailles, ce domaine reste sous le contrôle de la commune de Grandfontaine, au grand dam des deux communes tronquées en fond de vallée, la vosgienne Raon-sur-Plaine et la Raon-Lès-Leau meurthe-et-mosellane.
Le Donon a connu une célébrité nationale et religieuse précoce, avec ses vestiges archéologiques, la reconstitution à la fin du Second Empire d'un temple gallo-romain de hauteur, ses nombreuses fouilles dont celle universitaire et strasbourgeoise, avec Jean-Jacques Hatt, mémorable de l'année 1938. Au point que le plus haut point des Vosges gréseuses ne pouvait être que le Donon, du moins dans les manuels scolaires abordant la géographie française de l'Est de la France, même après le retour de l'Alsace-Lorraine.
Le 24 juin 1940, après les opérations militaires ayant eu lieu la semaine précédente et la retraite des troupes françaises au sol, le 43e corps comprenant, entre autres, le 279e régiment d'infanterie et le 154e régiment d'infanterie de forteresse s'est positionné au sommet du Donon, dont il a fait « une forteresse inexpugnable », selon l'ordre général no 76 du 43e corps d'armée français signé du général Lescanne.

## Économie
L'exploitation forestière, en majorité des résineux (sapins, épicéas), hêtres est une ressource importante pour la commune de Grandfontaine, malgré une faible croissance annuelle à l'hectare, due aux conditions climatiques du lieu et la pauvreté des sols sur les grès. Le Donon se trouve en forêt domaniale.
La tour émettrice du Donon-Sarrebourg abrite un centre de radiodiffusion TV et de télécommunications.